# HD22708
HD22708 — хімічно пекулярна зоря спектрального класу A6, що має видиму зоряну величину в смузі V приблизно  9,3.
Вона  розташована на відстані близько 1475,8 світлових років від Сонця.